# Bataille de Lemberg
Première Guerre mondiale
Batailles
Front d'Europe de l’Est
- Stallupönen (08-1914)
- Gumbinnen (08-1914)
- Tannenberg (08-1914)
- Île d'Odensholm (08-1914)
- Lemberg (08-1914)
- Krasnik (08-1914)
- Komarów (08-1914)
- Lacs de Mazurie (I) (09-1914)
- Przemyśl (09-1914)
- Vistule (09-1914)
- Łódź (11-1914)
- Limanowa (12-1914)
- Bolimov (01-1915)
- Zwinin (02-1915)
- Lacs de Mazurie (II) (02-1915)
- Przasnysz (02-03-1915)
- Schaulen (04-07-1915)
- Gorlice-Tarnów (05-1915)
- Boug (06-08-1915)
- Narew (07-08-1915)
- Novogeorgievsk (08-1915)
- Varsovie (08-1915)
- Sventiany (09-1915)
- Lac Narotch (03-1916)
- Offensive Broussilov (06-1916)
- Offensive de Baranavitchy (07-1916)
- Turtucaia (09-1916)
- Offensive Flămânda (09-1916)
- Argeș (12-1916)
- Offensive Kerenski (07-1917)
- Bataille de Riga (09-1917)
- Opération Albion (09-10-1917)
- Mărășești (08-1917)
- Traité de Brest-Litovsk (03-1918)
- Traité de Brest-Litovsk (03-1918)
- Bakhmatch (03-1918)

Front d'Europe de l’Ouest
Front italien
Front des Balkans
Front du Moyen-Orient
Front africain
Bataille de l'Atlantique
La bataille de Lemberg est un épisode du début de la Première Guerre mondiale. Elle oppose l'Empire russe à l'Empire austro-hongrois au cours des mois d'août et septembre 1914.

## Première phase

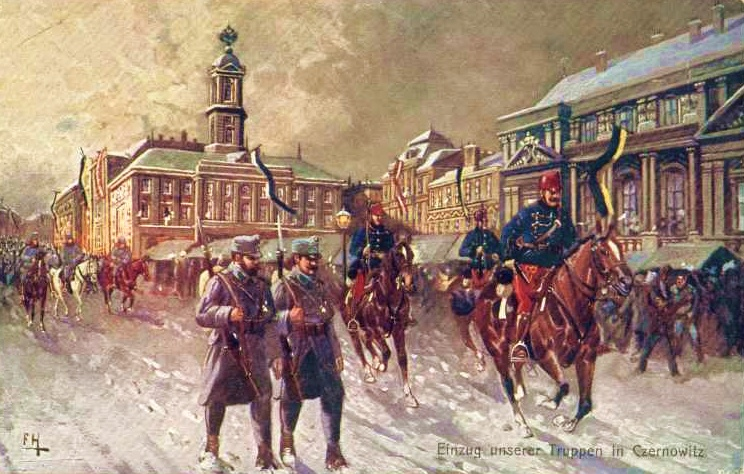
Troupes austro-hongroises à Tchernivtsi (Bucovine), 1915

Le plan du chef d'état-major austro-hongrois Franz Conrad von Hötzendorf prévoyait une avance rapide des 1re et 4e armées austro-hongroises vers Brest-Litovsk afin de couper la voie ferrée stratégique de Kiev à Varsovie tandis que la 3e armée austro-hongroise devait se maintenir dans la région de Stanislav (actuelle Ivano-Frankivsk) pour protéger la Bucovine.
L'offensive austro-hongroise en Pologne russe, victorieuse dans un premier temps à la bataille de Krasnik (23 – 25 août 1914) puis à la bataille de Komarow (26 août – 2 septembre) ne réussit pas à conserver son avantage : la 3e armée austro-hongroise est repoussée par la 3e armée russe à la bataille de la Gnila Lipa (de) (Hnyla Lypa) les 29 – 30 août.

## Deuxième phase

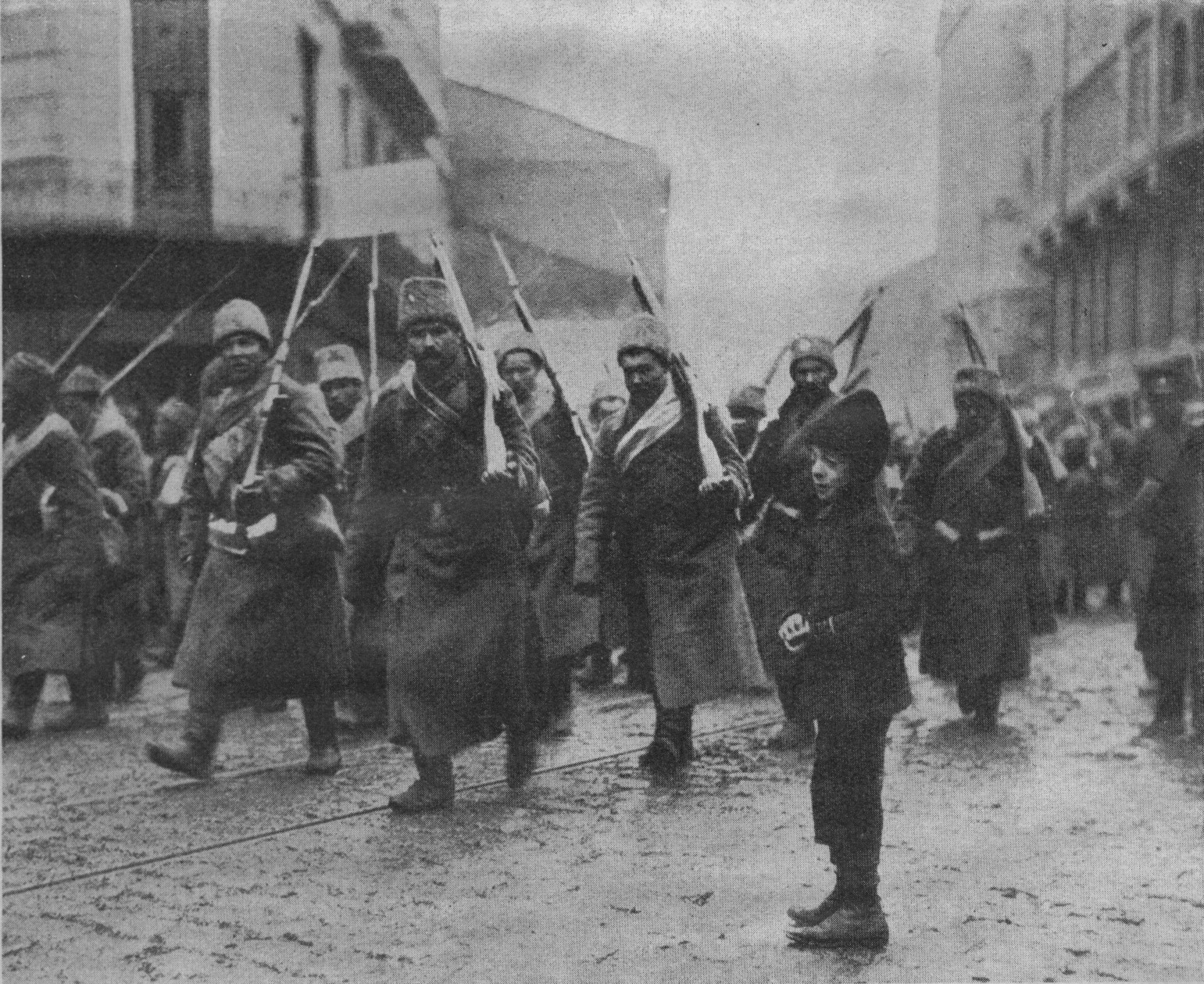
Troupes russes entrant à Lvov, 1914

Du 6 au 11 septembre, la 3e armée russe réussit à percer une brèche entre les 1re et 4e armées austro-hongroises à la bataille de Rava-Rouska. L'attaque contraint les Austro-Hongrois à abandonner leur base principale à Lemberg et à se replier de 160 km dans les Carpates. À l'exception de la forteresse de Przemysl assiégée par la 3e armée russe, les Russes occupent toute la Galicie.
La confiance que les Allemands portent dans leur allié austro-hongrois, qui compte 430 000 soldats disparus (tués, blessés, déserteurs ou faits prisonniers) lors de la campagne en Galicie, est sévèrement entamée. Il devient clair également que les Russes préparent de nouvelles attaques et que les Austro-Hongrois ne peuvent résister à l'offensive russe sans une aide massive des Allemands. Ceux-ci, qui viennent de remporter sur les Russes la bataille de Tannenberg (26 – 29 août), ont désormais l'avantage à l'est.

## Ordre de bataille

### Forces russes
Commandant en chef – Nikolaï Ivanov, chef d'état major – Mikhail Alekseïev
- 4e armée russe — Anton von Saltza
  - Corps des Grenadiers
  - XIV. Corps
  - XVI. Corps
- 5e armée russe — Pavel Plehve
  - V. Corps
  - XVII. Corps
  - XIX. Corps
  - XXV. Corps
- 3e armée russe — Nikolaï Rouzski – État-major : Vladimir Dragomirov, Nikolaï Doukhonine, Mikhaïl Bontch-Brouïevitch (en)
  - IX. Corps
  - X. Corps
  - XI. Corps
  - XXI. Corps
- 8e armée russe — Alexeï Broussilov – État-major : Anton Dénikine
  - VII. Corps
  - VIII. Corps
  - XII. Corps
  - XXIV. Corps

### Autriche-Hongrie
- Commandant d'armée Franz Conrad von Hötzendorf
  - 7e division de cavalerie
  - Landwehr (infanterie territoriale) — Heinrich Kummer von Falkenfeld
- 1re armée (Autriche-Hongrie) — Viktor von Dankl
  - Ier Corps (Cracovie) – 5e et 46e divisions d'infanterie
  - Ve Corps (Bratislava) – 14e, 33e et 37e divisions d'infanterie
  - Xe Corps (Przemysl) – 2e, 24e et 45e divisions d'infanterie
  - 12e division d'infanterie
  - 3e division de cavalerie
  - 9e division de cavalerie
- 4e armée (Autriche-Hongrie) — Moritz von Auffenberg
  - IIe Corps (Vienne) – 4e, 13e et 25e divisions d'infanterie
  - VIe Corps (Košice) – 15e, 27e et 39e divisions d'infanterie
  - IXe Corps (Litoměřice) – 10e et 26e divisions d'infanterie
  - XVIIe Corps (formée à la déclaration de guerre) – 19e division d'infanterie
  - 6e division de cavalerie
  - 10e division de cavalerie
- 3e armée (Autriche-Hongrie) — Rudolf von Brudermann
  - XIe Corps (Lemberg) – 30e division d'infanterie
  - XIVe Corps (Innsbruck) – 3e, 8e et 44e division d'infanterie
  - 23e division d'infanterie
  - 41e division d'infanterie
  - 2e division de cavalerie
  - 4e division de cavalerie
- 2e armée (Autriche-Hongrie) Hermann Kövess
  - IIIe Corps (Graz) – 6e, 28e et 22e divisions d'infanterie
  - XIIe Corps (Hermannstadt) – 16e, 35e et 38e divisions d'infanterie
  - 11e division d'infanterie
  - 43e division d'infanterie
  - 20e division d'infanterie
  - 1re division de cavalerie
  - 5e division de cavalerie
  - 8e division de cavalerie

## Images

Images de la bataille de Galicie
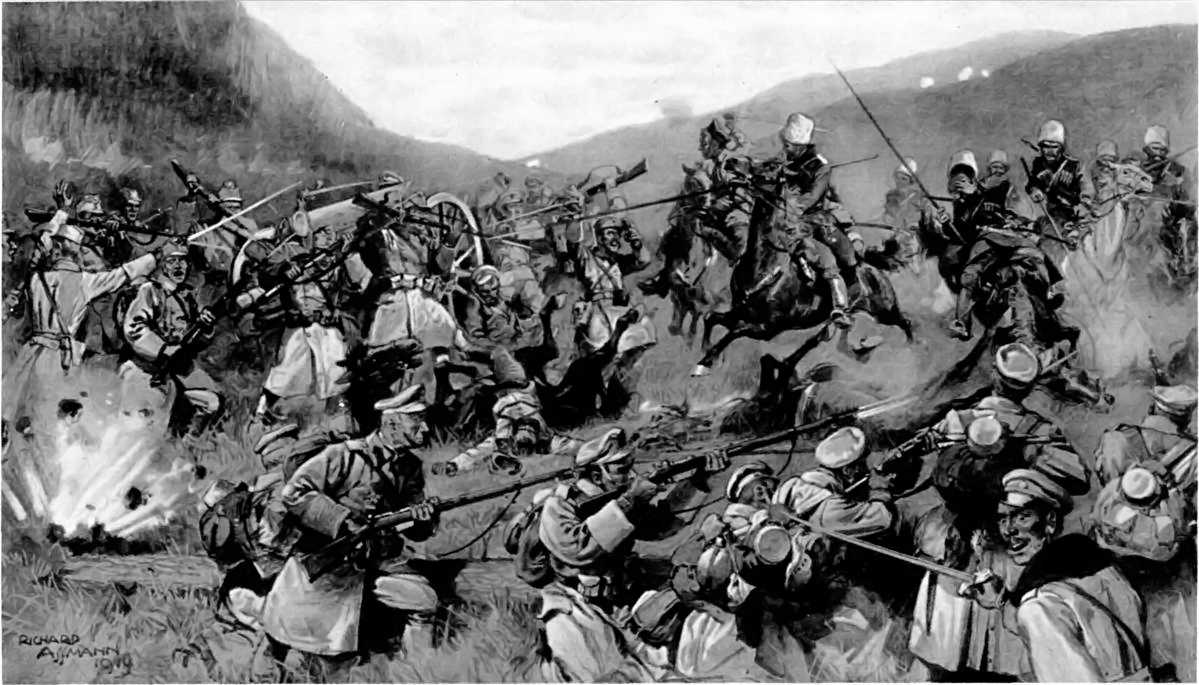
Affrontement entre cavalerie russe et infanterie austro-hongroise en Hongrie, The Illustrated War News, 18 novembre 1914.
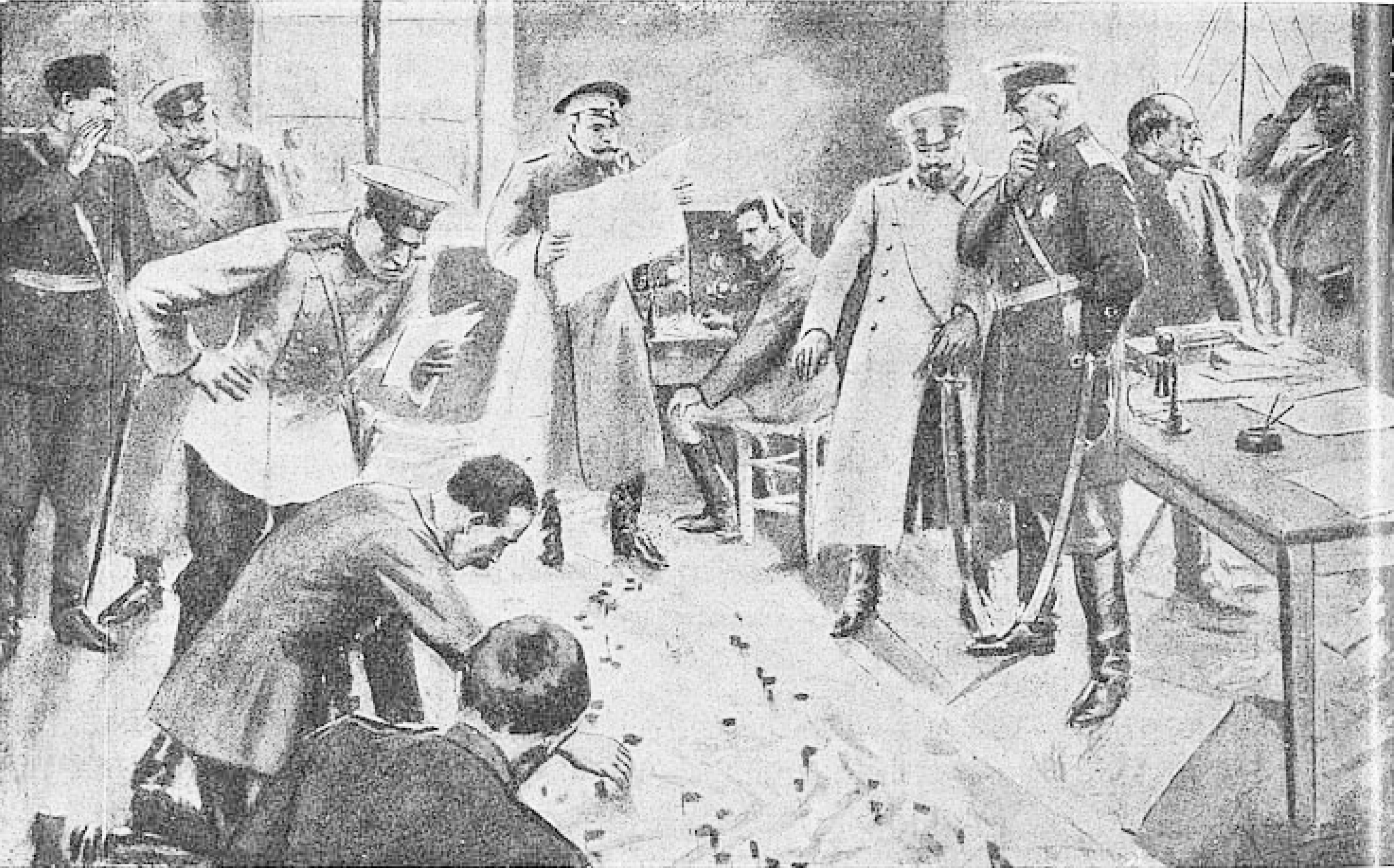
État-major russe par Boris Imshenecky, 1914.
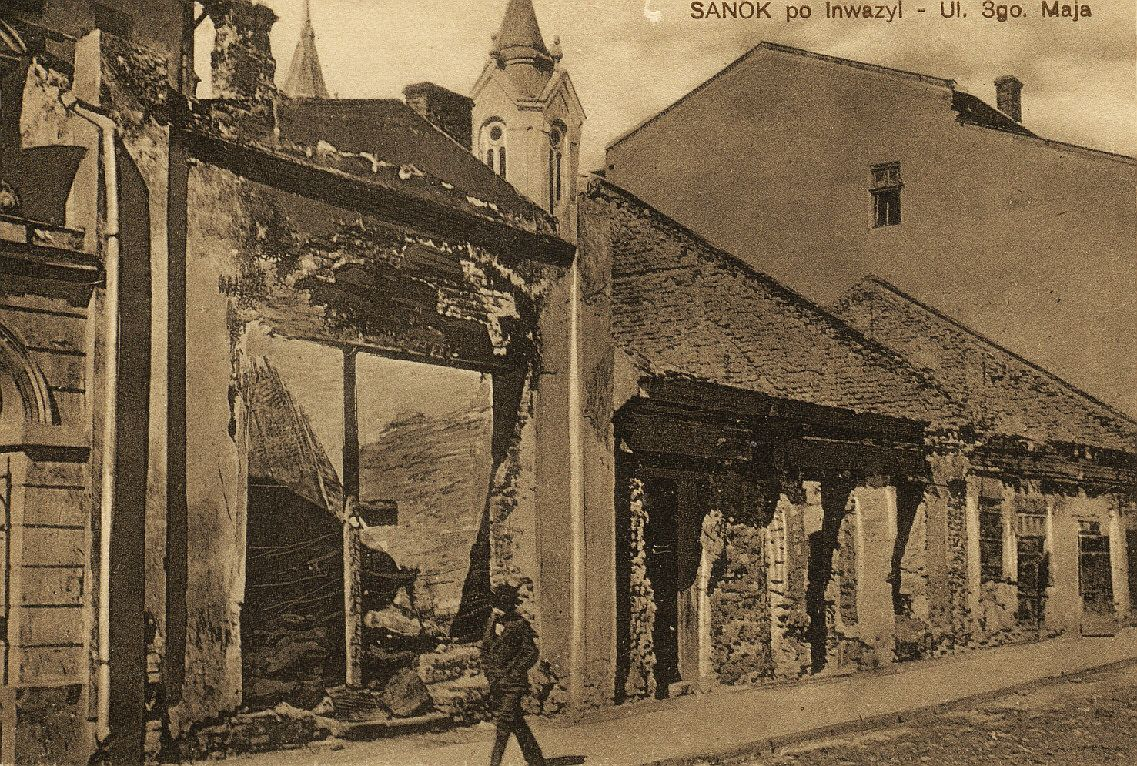
La ville de Sanok (Galicie) après les combats, 1915.